# Campeonato Mundial de Halterofilismo de 2019 - Até 45 kg feminino
A categoria até 45 kg feminino foi um evento do Campeonato Mundial de Halterofilismo de 2019, disputado no Centro Nacional de Treinamento Esportivo Oriental, em Pattaya, na Tailândia, no dia 18 de setembro de 2019. 

## Calendário
Horário local (UTC+7)
| Dia            | Horário | Fase    |
| -------------- | ------- | ------- |
| 18 de setembro | 14:30   | Grupo B |
| 18 de setembro | 20:25   | Grupo A |

## Medalhistas
| Evento    | Ouro                 | Ouro   | Prata                | Prata  | Bronze                | Bronze |
| --------- | -------------------- | ------ | -------------------- | ------ | --------------------- | ------ |
| Arranque  | Şaziye Erdoğan (TUR) | 77 kg  | Ludia Montero (CUB)  | 76 kg  | Khổng Mỹ Phượng (VIE) | 74 kg  |
| Arremesso | Lisa Setiawati (INA) | 95 kg  | Şaziye Erdoğan (TUR) | 92 kg  | Vương Thị Huyền (VIE) | 91 kg  |
| Total     | Şaziye Erdoğan (TUR) | 169 kg | Ludia Montero (CUB)  | 167 kg | Lisa Setiawati (INA)  | 165 kg |

## Recordes
Antes desta competição, o recorde mundial da prova era o seguinte:
| Recorde         | Tipo      | Atleta         | Peso   | Local | Data                  |
| Recorde Mundial | Arranque  | Padrão mundial | 85 kg  |       | 1 de novembro de 2018 |
| Recorde Mundial | Arremesso | Padrão mundial | 108 kg |       | 1 de novembro de 2018 |
| Recorde Mundial | Total     | Padrão mundial | 191 kg |       | 1 de novembro de 2018 |

## Resultado
Os resultados foram os seguintes. 
| Pos.              | Atleta                     | Grupo | Arranque (kg) | Arranque (kg) | Arranque (kg) | Arranque (kg)     | Arremesso (kg) | Arremesso (kg) | Arremesso (kg) | Arremesso (kg)    | Total |
| Pos.              | Atleta                     | Grupo | 1             | 2             | 3             | Resultado         | 1              | 2              | 3              | Resultado         | Total |
| ----------------- | -------------------------- | ----- | ------------- | ------------- | ------------- | ----------------- | -------------- | -------------- | -------------- | ----------------- | ----- |
| Medalha de ouro   | Şaziye Erdoğan (TUR)       | A     | 73            | 75            | 77            | Medalha de ouro   | 90             | 92             | 96             | Medalha de prata  | 169   |
| Medalha de prata  | Ludia Montero (CUB)        | A     | 74            | 74            | 76            | Medalha de prata  | 88             | 91             | 94             | 4                 | 167   |
| Medalha de bronze | Lisa Setiawati (INA)       | A     | 70            | 74            | 75            | 7                 | 93             | 95             | 97             | Medalha de ouro   | 165   |
| 4                 | Vương Thị Huyền (VIE)      | A     | 70            | 73            | 73            | 4                 | 91             | 93             | 93             | Medalha de bronze | 164   |
| 5                 | Khổng Mỹ Phượng (VIE)      | A     | 74            | 76            | 78            | Medalha de bronze | 83             | 87             | 87             | 7                 | 161   |
| 6                 | Rosielis Quintana (VEN)    | A     | 70            | 73            | 73            | 6                 | 87             | 90             | 93             | 6                 | 157   |
| 7                 | Mary Flor Diaz (PHI)       | A     | 67            | 70            | 72            | 8                 | 86             | 86             | 91             | 8                 | 156   |
| 8                 | Rosina Randafiarison (MAD) | B     | 65            | 70            | 72            | 5                 | 85             | 90             | 90             | 10                | 155   |
| 9                 | Nadezhda Panova (RUS)      | A     | 64            | 64            | 67            | 10                | 82             | 86             | 86             | 9                 | 153   |
| 10                | Ayşe Doğan (TUR)           | A     | 66            | 68            | 69            | 9                 | 80             | 80             | 80             | 12                | 148   |
| 11                | Katherine Landeros (CHI)   | B     | 59            | 62            | 64            | 11                | 79             | 81             | 81             | 13                | 143   |
| 12                | Daniela Pandova (BUL)      | B     | 61            | 61            | 63            | 12                | 79             | 82             | 82             | 14                | 142   |
| 13                | Tihana Majer (CRO)         | B     | 55            | 60            | 63            | 13                | 70             | 74             | 76             | 15                | 136   |
| 14                | Yuliya Asayonak (BLR)      | B     | 46            | 50            | 54            | 16                | 65             | 70             | 71             | 16                | 125   |
| 15                | Srity Akhter (BAN)         | B     | 53            | 54            | 56            | 15                | 68             | 68             | 71             | 17                | 124   |
| —                 | María Navarro (NCA)        | B     | 57            | 57            | 63            | 14                | 74             | 74             | 74             | —                 | —     |
| —                 | Jhilli Dalabehera (IND)    | A     | 68            | 68            | 68            | —                 | 88             | 92             | 93             | 5                 | —     |
| —                 | Lee Seul-ki (KOR)          | A     | 70            | 70            | 70            | —                 | 84             | 88             | 88             | 11                | —     |